# Orbec

Orbec este o comună în departamentul Calvados, Franța. În 2009 avea o populație de 2381 de locuitori.